# Fluid Records
Fluid Records var ett svenskt skivmärke under skivbolaget Stockholm Records. Det grundades i mitten på 1990-talet av Magnus Nordin och Glenn Carlsson ("Glenn C.") för att ge ut musik inom rave och närliggande EDM-genrer som trance och happy hardcore. Det hade artister som Antiloop, Earthbound, Pinocchio, Richi M och 2 Mental hos sig, och gav även ut samlingsskivorna Nordic Rave.
När Universal Music köpte Stockholm Records av PolyGram 1998 övergick Fluid Records i Universals ägo. Under början av 2000-talet avvecklades Stockholm Records till förmån för Universal Music Sweden, och ingen musik har givits ut på märket Fluid sedan 2002.